# Lenguas gurunsi
Las lenguas gurunsi, gurũsi o grũsi son un grupo de las lenguas gur (centrales), que incluyen cerca de una veintena de lenguas habladas por las etnias gurunsi. Las lenguas grũsi se hablan en el norte de Ghana y las regiones adyacentes de Burkina Faso y Togo. La lengua grũsi demográficamente más importante es el kabiyé, hablado en Togo central, que tiene aproximadamente 1 200 000 personas (de los cuales unos 550 mil la tienen como lengua materna y el resto como segunda lengua).

## Clasificación
Las lenguas grũsi se dividen en tres subgrupos:
- Grũsi oriental: que incluye el lukpa, el kabiyé, el tem, el lama, eldelo, el bago-kusuntu y el chala.
- Grũsi septentrional: que incluye el lyélé, el nuni, el kalamsé, el pana y el kasem.
- Grũsi occidental: que incluye el winyé, el deg, el puguli o phuie, el paasaal, el sisaala, el chakali, el tampulma y el vagla.

## Comparación léxica
Los numerales reconstruidos para diferentes grupos de lenguas grũsi orientales son:
| GLOSA | Oriental      | Oriental            | Oriental | Oriental      | Oriental       | Oriental          | Oriental | Oriental             |
| GLOSA | Bago- Kusuntu | Chala               | Delo     | Kabiyé        | Lama           | Lukpa             | Tem      | PROTO-GRŨSI ORIENTAL |
| ----- | ------------- | ------------------- | -------- | ------------- | -------------- | ----------------- | -------- | -------------------- |
| '1'   | ŋʊrʊk͡pák͡pá    | re-, rʊ / -dʊ́ndʊlʊŋ | daːle    | kʊ́yʊ́m         | kóɖə́m          | kʊ̀lʊ̀m             | káɔ́ɖe    | *ka-ɖum              |
| '2'   | bàːlɛ̀         | -la                 | ala      | nàálɛ̀         | násə̂l          | naːlɛ̀             | síːɛ̀     | *-lɛ                 |
| '3'   | bàtòːro       | -toːro              | atoːro   | nàádozó       | nàsìsɨ̀         | tòːsó             | tóːzó    | *toːro               |
| '4'   | bànásá        | -náːrá              | anaːra   | nàã́zá         | násə́násá       | naːsá             | náːzá    | *naːsa               |
| '5'   | bàːnʊ́         | -nʊ́ŋ                | anoŋ     | kàɡ͡bã́nzì      | násə́ná         | kàk͡pásɪ̀           | nʊ́ːwa    | *-nʊŋ                |
| '6'   | lèːjò         | lʊːrʊ               | loːro    | loɖò          | lə̀ɖə̀           | náːtòsò           | loɖo     | *lʊː-ɖu              |
| '7'   | lʊ̀ŋlè         | lɪkaːrɛ             | nyetoːro | lʊ̀bɛ̀          | naosana- utɨsɨ | náːtòsò m̀pɔ̀ɣɔ̀laɣá | lʊbɛ     | *lʊ-bɛ               |
| '8'   | ɖìk͡pèːrè      | jiŋináːrá           | gyanaːra | lùtoːzo       | násə́nnásá      | pə́lé fɛ́jɪ́         | lutoːzo  | *lʊ-toːro            |
| '9'   | kàkàːrè       | saŋɡʊ́               | kadaːle  | nakʊ̀          | nàkò           | pɔ̀ɣɔ̀láɣáfɛ́jɪ́́      | kéːníːré |                      |
| '10'  | sàlá          | gifí                | kufu     | híu / náánʊ́wá | hʲú            | náːnʊ́á            | fuú      | *fi~fu *nʊa          |
| GLOSA | Septentrional | Septentrional | Septentrional | Septentrional | Septentrional | Septentrional        |
| GLOSA | Kasem         | Lyélé         | Nuni septent. | Nuni merid.   | Pana          | PROTO-GRŨSI SEPTENT. |
| ----- | ------------- | ------------- | ------------- | ------------- | ------------- | -------------------- |
| '1'   | kàlʊ̀          | èdù           | ùdù           | nə̀dʊ̀          | ténɡí         | *-du                 |
| '2'   | ǹlè           | sə̀lyè         | bìlə̀          | bə̀lə̀          | ɲǐː           | *-lye                |
| '3'   | ǹtɔ̀           | sə̀tə̀          | bìtwàː        | bàtwà         | cɔ́ɔ̀           | *-to                 |
| '4'   | ǹnā           | sə̀na          | bìna          | bànīān        | nàːsí         | *-na                 |
| '5'   | ǹnū           | sə̀nu          | bìnu          | bònū          | nṍn           | *-nũ(n)              |
| '6'   | ǹdʊ̀n          | ʃə̀ldù         | badù          | bàrdʊ̀         | nõ̀mpí         | *-ldu                |
| '7'   | m̀pɛ̀           | ʃàlpyɛ̀        | bàpà          | bàrpɛ̀         | nõ̀ncó         | *-lpe                |
| '8'   | nānā          | lyɛlɛ         | lɛlɛ          | nānā          | bàndá         |                      |
| '9'   | nʊ̀ɡʊ̄          | nə̀bɔ́          | nìbu          | nʊ̀ɡʊ́          | ɟèːfó         |                      |
| '10'  | fúɡə́          | ʃíyə́          | fígə́          | fúɡə́          | fó            | *fu(gə) *fi(gə)      |
| '1'  | dɪ́gɪ́máŋá    | k͡peː     | kɪ́dɪ́ɡɪ́ díːŋ | balá   | dɪ̀áŋ  | diːɡɛ    | ndo   | *dɪɡɪ   |
| '2'  | álìɛ̀        | nɛː      | lìyà        | bɛllɛ  | lɪ̀a   | alɛːwa   | nyɪ̃ɛ  | *-lia   |
| '3'  | átʊ̀rʊ̀ átʊ̀lì | toːro    | tóː         | botoro | tórí  | atoːra   | ntɔː  | *-tori  |
| '4'  | ànáːsì      | naːrɛ    | náː         | baná   | nɛ̀sɛ́  | anaːsi   | nná   | *-naːsi |
| '5'  | āɲɔ̃̄         | nue      | nɔ́ːŋ        | bɔmmʊ́ɔ́ | nɔ́ŋ   | anyúːn   | nwɔ̃́   | *-nʊŋ   |
| '6'  | állʊ̀rʊ̀      | nʊmɛl    | dʊ́ː         | balɡo  | -lídú | anɔːrà   | ngo   | *-lʊ-du |
| '7'  | àlʊpɛ̀       | nʊanɛ    | pɛ́ː         | balpɛ  | -lɪ̀pɛ́ | anɔpɛ    | npiɛ  | *-lʊ-pɛ |
| '8'  | ŋmɛ́ŋtɛ́l     | nʊatoto  | kyórí       | córí   | ʧòrí  | ŋmɛnaːsa | npɔː  | *       |
| '9'  | dɪ́gɪ́tūː     | nʊanaːrɛ | níbí        | nɛ́mɛ́   | nìbí  | diɡtó    | nlɛbɪ | *       |
| '10' | fí          | fi       | fí          | fí     | fíː   | fí       | fʊ̃́    | *fi     |